# 北沿公路
北沿公路是位於中國上海市崇明島上的一條東西走向道路，也是位於崇明島北部的一條主要幹道，全長73公里，沿途有東平國家森林公園。道路由於位於崇明島北部曾經的沿江江堤附近，所以得名北沿公路。

## 歷史
道路建於1967年。2021年，北沿公路完成生态化改建。